# Kostel Nalezení svatého Kříže (Nepřívěc)
Římskokatolický filiální kostel Nalezení svatého Kříže v Nepřívěci je původně gotická, později barokně přestavěná, hřbitovní sakrální stavba stojící na hřbetu vyvýšeniny v centru vesnice Nepřívěc, která je administrativně částí obce Libošovice v okrese Jičín. Kostel i s přilehlým hřbitovem a zvonicí je  chráněn jako kulturní památka.

## Historie

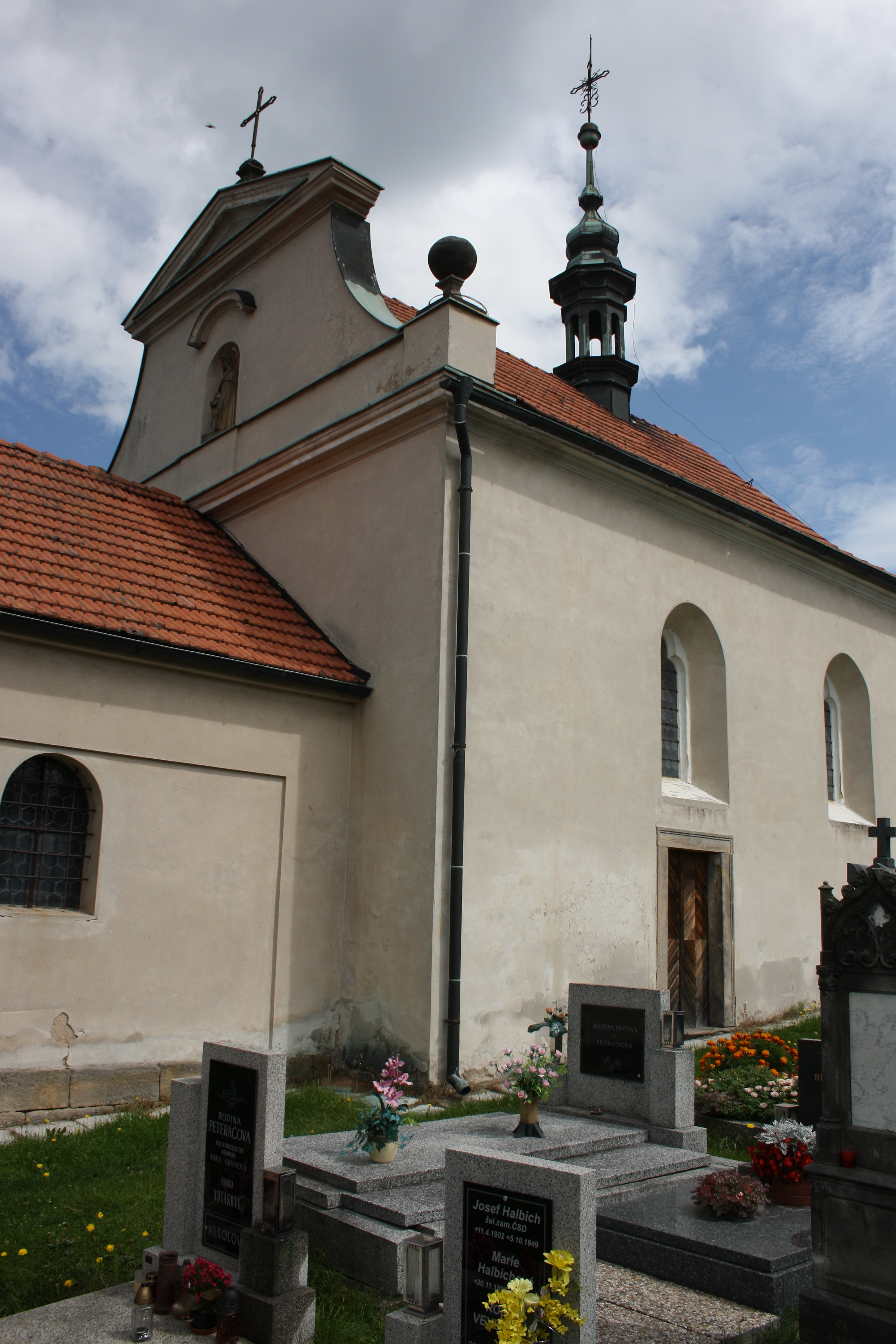
Hřbitov a boční vstup do kostela

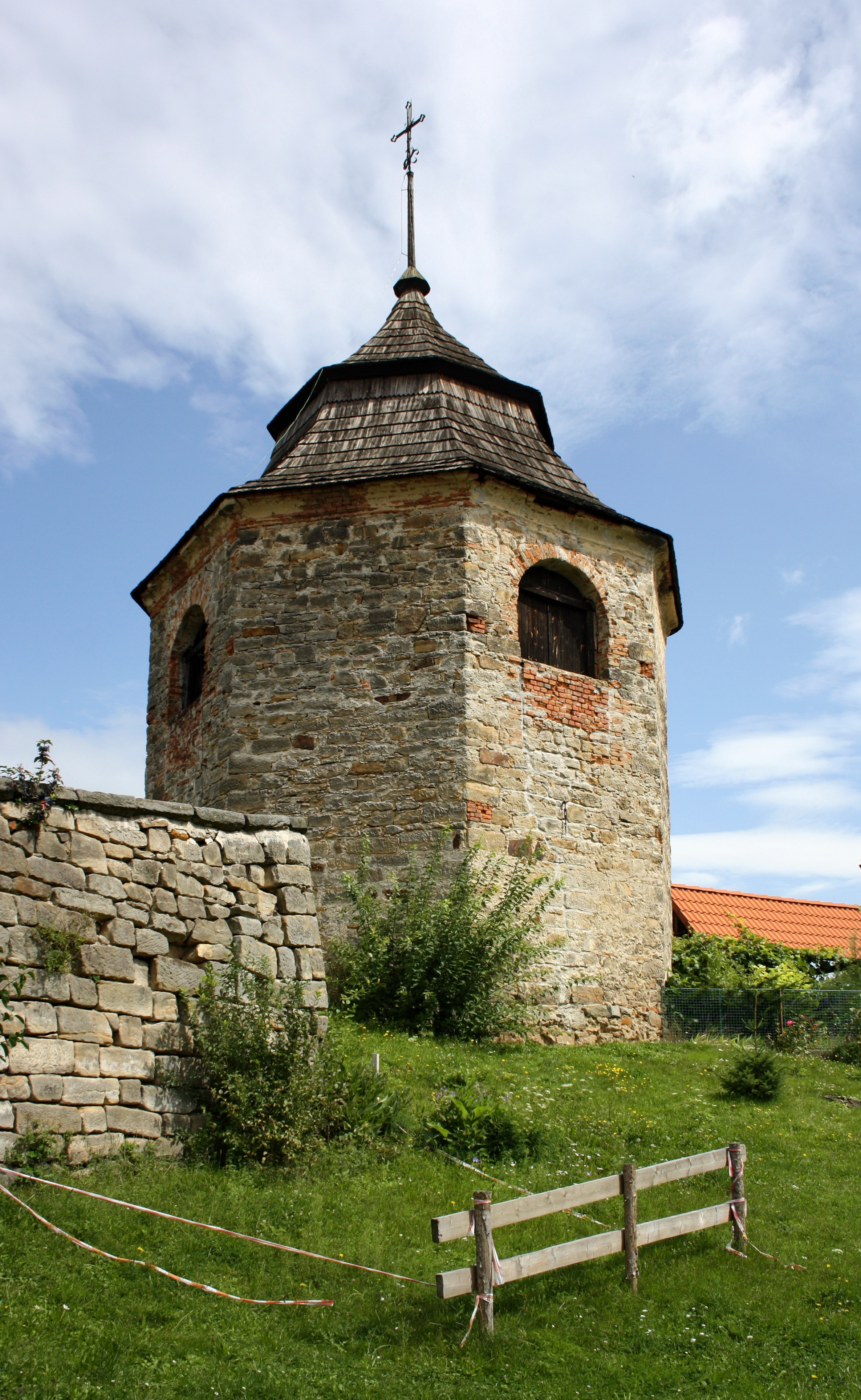
Zvonice u kostela

Gotický kostel, datovaný literaturou do druhé třetiny 14. století. V presbytáři zůstal gotický, v lodi byl barokně přestavěn počátkem 18. století.

## Architektura
Jedná se o obdélnou, jednolodní stavbu s polygonálně uzavřeným presbytářem s původní sakristií na severní straně a s předsíní při lodi. Loď je postavena z kvádrů. Vzhledem k dostatku kvalitního pískovce v místě byl na svou dobu netradičně postaven z velkých pravidelných kvádrů. Loď má barokní tabulový štít. Je členěná původními hrotitými okny s jednoduchými kružbami. Presbytář nemá opěráky a je také z kvádrů. Presbytář má dvě okna jako v lodi. Na jižní straně je širší okno. Hrotité okno má pozdně gotickou kružbu.
Uvnitř má kostel plochý strop. Presbytář je sklenut křížem a závěrem. V jeho klenbě jsou klínová vyžlabená žebra. Do sakristie vede hrotitý portálek. Sakristie je sklenuta žebrovým křížem z období po roce 1506.

## Zařízení
Vnitřní zařízení kostela pochází převážně ze 17.–19. století. Hlavní oltář je barokní a pochází z první poloviny 18. století. Je portálový, sloupový s nikou v níž se nachází gotická socha Madony z konce 15. století. Kolem jsou dobře řezané sochy andělů. Na portálech se nachází rokokové sochy sv. Petra a sv. Josefa. Dva boční oltáře jsou barokní. Jsou na nich sochy sv. Vojtěcha a sv. Jana Nepomuckého, které pocházejí z první poloviny 18. století. Kazatelna je raně barokní ze druhé poloviny 17. století. Je hranolová, šestiboká. Nese okřídlené emblémy čtyř evangelistů a znak. V triumfálním oblouku je socha sv. Kryštofa z první čtvrtiny 18. století.

## Okolí kostela
Kostel je součástí areálu se hřbitovem a barokní zvonicí, která stojí při východní straně ohradní zdi. Zvonice je barokní ze 2. poloviny 18. století. Je zděná, osmiboká a hladká. Střecha je mansardová, krytá šindelem. Ve věži je zvonová stolice od tesaře Jana Hájka z roku 1786. Západním směrem byl hřbitov rozšířen zřejmě v 19. století o západní parkovou část s krucifixem a pomníkem padlých v první světové válce. Socha sv. Jana Nepomuckého stojící v obci je klasicistní a pochází z roku 1811.